# USS Carl Vinson (CVN-70)
USS Carl Vinson (CVN-70) je letadlová loď Námořnictva Spojených států třídy Nimitz, která působí v aktivní službě od roku 1982. Jedná se o třetí postavenou loď této třídy.
Loď je pojmenována podle kongresmana Carla Vinsona z Georgie. Stavba lodi byla zahájena 11. října 1975 v loděnici Newport News Shipbuilding v Newport News. Ke křtu a spuštění na vodu došlo 15. března 1980, do služby byla zařazena 13. března 1982 na základně Naval Station Norfolk (Virginie). Jejím domovským přístavem je základna Naval Air Station North Island v San Diegu v Kalifornii.

## Služba

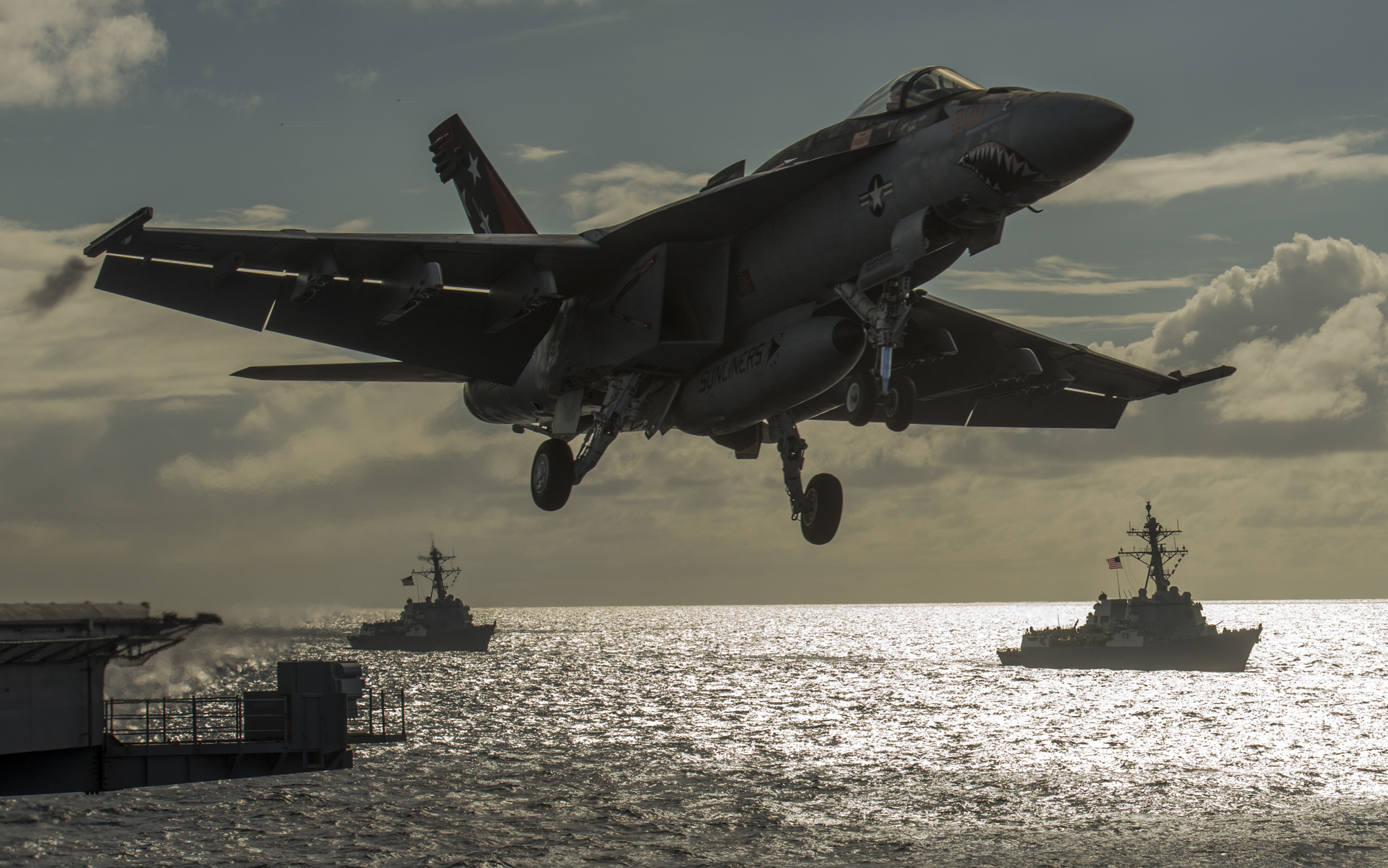
Stíhací bombardér F/A-18E Hornet vzlétá z USS Carl Vinson

Carl Vinson se zúčastnil operace Earnest Will, války v Iráku, operace Southern Watch či operace Trvalá svoboda. V roce 2011 byl na její palubě vykonán náboženský obřad, po němž bylo pohřbeno do moře tělo Usámy bin Ládina.

## Výzbroj

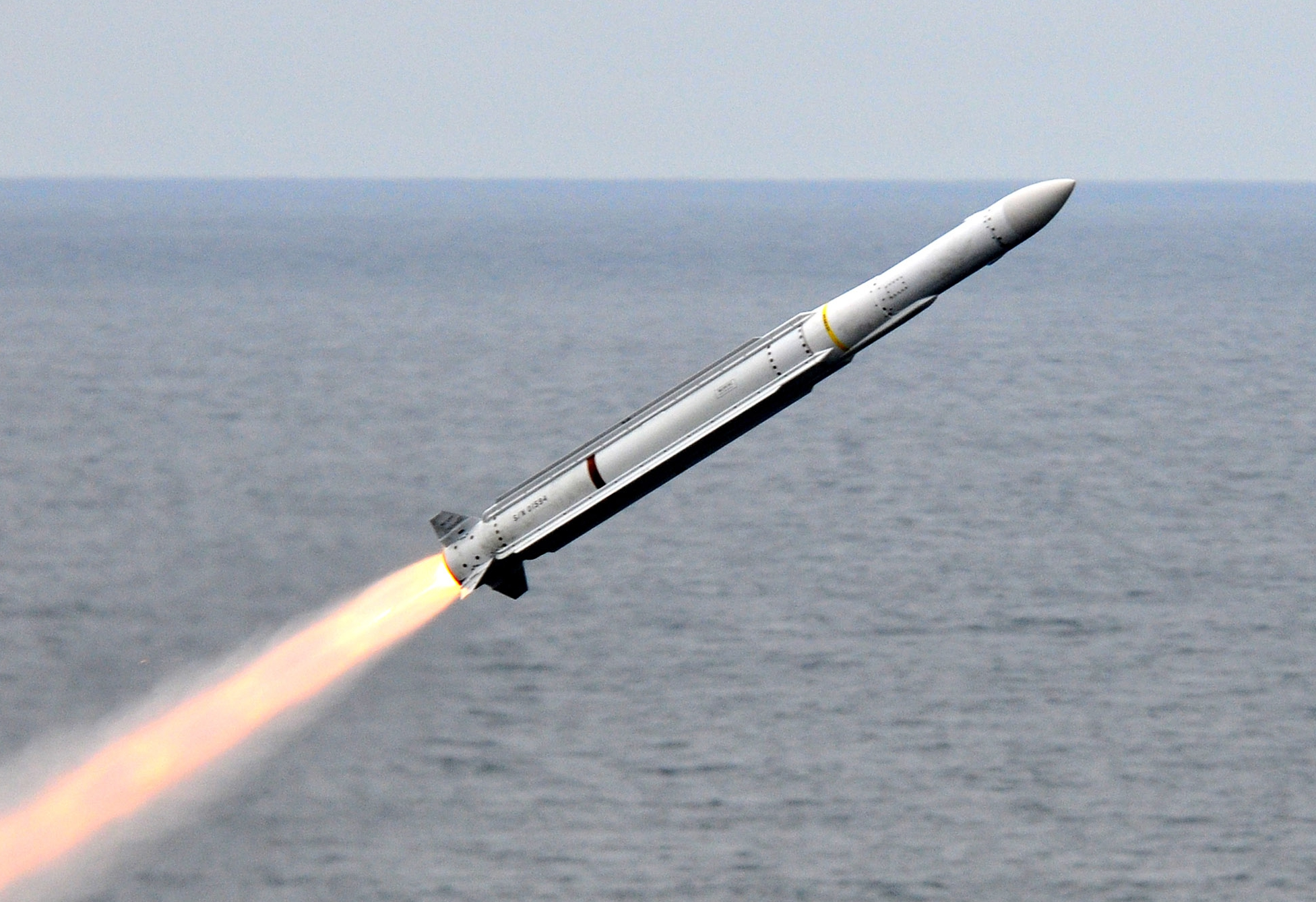
Řízená střela RIM-162 odpálená z lodi USS Carl Vinson

Výzbroj lodě byla v průběhu její služby modernizována. V současnosti je Carl Vinson vyzbrojena dvěma osminásobnými raketomety Mk 29 pro protiletadlové řízené střely RIM-162 ESSM, dvěma raketovými systémy blízké obrany RIM-116 RAM a třemi 20mm hlavňovými systémy blízké obrany Phalanx.